# Sara García Alonso
Artikeln följer den spanska namnseden; faderns efternamn är García och moderns efternamn Alonso.
Sara García Alonso, född 1989, är en spansk cancerforskare och reserv-ESA-astronaut. Sedan 2019 har hon varit postdoktor vid det spanska nationella cancerforskningscentret. 2022 valdes hon till reservastronaut i den Europeiska astronautkåren.

## Utbildning och akademisk karriär
García studerade vid Leóns universitet, där hon tog en kandidatexamen i bioteknik 2012 och en masterexamen i biomedicinsk och biologisk forskning 2013.
Som doktorand vid Salamancas universitet forskade García om cancermedicin som forskningsassistent för det Spaniens nationella forskningsråd. Hon tog en doktorsexamen cum laude i cancerns nukleära biologi och translationell medicin vid universitetets cancerforskningscenter 2018, under handledning av Atanasio Pandiella Alonso. Hennes doktorsavhandling fokuserade på mekanismer för resistens mot antikropp-läkemedelskonjugat i ErbB-receptorer och den gav henne universitetets utmärkelse för utmärkt doktorsexamen året därpå.
Sedan 2019 har hon arbetat som postdoktor i läkemedelsforskning och experimentell onkologi vid det spanska nationella cancerforskningscentret(es), där hon har lett ett projekt för att upptäcka läkemedel mot lungcancer och bukspottkörtelcancer vid Mariano Barbacids laboratorium. Hennes forskning har fokuserat på selektiva RAF1-nedbrytare som ett terapeutiskt mål, för att bekämpa vissa former av cancer. Hon deltog 2021 i ett sexmånaders utbildningsprogram vid IE Business School i Madrid. Hon har varit volontär för den ideell organisationen spanska föreningen mot cancer(es).

## Astronautkarriär
Den Europeiska rymdorganisationen (ESA) valde García som reservastronaut för 2022 års urval av astronauter från den Europeiska astronautkåren. García och den andra astronautkandidaten Pablo Álvarez Fernández, båda från León, Spanien, är de första spanjorerna att bli utvalda av ESA sedan Pedro Duque gick med i den Europeiska astronautkåren 1992. De valdes ut bland mer än 22 500 kandidater från hela Europa. Som reservastronaut kommer García att fortsätta sitt nuvarande jobb och hon kommer att påbörja träningen om hon visar sig vara en ideal kandidat för ett framtida rymduppdrag.

## Privatliv
García föddes 1989 i León, Spanien. Utöver sin biomedicinska forskning har hon arbetat som personlig tränare och näringsrådgivare.